# Overblijvende plant
Een overblijvende, polycarpische of iteropare zaadplant is een houtige plant () of overblijvend kruid (), die meer dan eenmaal tijdens zijn levensduur kan bloeien, en niet afsterft na de eerste bloei. 
De groep van overblijvende planten staat tegenover die van de monocarpische planten, die afsterven na de (eenmalige) bloei.

## Kenmerken
Overblijvende planten zijn te herkennen aan de vertakte hoofdwortel, aan de al of niet verhoute stengels (stammen en takken) en aan de aanwezigheid van vegetatieve (niet-bloeiende) stengels, die bij kruidachtige planten meestal aan de basis van bloeiende stengels ontspringen. 
Overblijvende planten zijn verhout of kruidachtig, in zeldzame gevallen is het niet erg duidelijk, zoals bij boksdoorn (Lycium barbarum). 

## Terminologie
De kruidachtige overblijvende planten worden "vaste plant" of "overblijvend kruid" genoemd.
De "houtige planten" zijn overblijvende planten met verhoute takken en stammen: de bomen, struiken of heesters en lianen.
De term overblijvende plant moet niet verward worden met "meerjarige plant" (). De term "meerjarige plant" verwijst naar planten die verscheidene jaren doen over hun ontwikkeling, maar aan het eind daarvan slechts eenmaal bloeien (monocarpische plant of hapaxant).